# Ochthochloa
Ochthochloa là một chi thực vật có hoa trong họ Hòa thảo (Poaceae).

## Loài
Chi Ochthochloa gồm các loài: